# Batalha de Palmira (Maio de 2015)
O cerco de Palmira foi um período em que o Estado Islâmico (EIIL) cercou a cidade, para eliminar os soldados da Síria Baathista.
Dois dias mais tarde, soldados do regime Assad são enviados para restabelecer o controlo da cidade. Depois de várias ofensivas contra as tropas lealistas, conseguiam penetrar no coração do município, protegida por militares e civis armados. Em Agosto, as forças do EI ampliaram os bombardeios na região até que, no dia 4 do mesmo mês, o grupo demole vários patrimônios materiais da humanidade e comercializa relíquias com preço acima do mercado, diversificando suas fontes de financiamento.